# Бролино
Бролино — деревня в городском округе Шаховская Московской области.

## Название
Первоначально — деревня Бролина.

## География
Деревня расположена в центральной части округа, примерно в 7 км к югу от райцентра Шаховская, у впадения ручья Дубкин справа в реку Хованку (бассейн Рузы), высота центра над уровнем моря 225 м. Ближайшие населённые пункты — Щемелинки на юге, Обухово на северо-востоке и Замошье на северо-западе.
Имеется Полевая улица, приписано садоводческое товарищество «Фиалка».

## Население
| 1859 | 1926 | 2002 | 2006 | 2010 |
| ---- | ---- | ---- | ---- | ---- |
| 96   | ↗132 | ↘15  | ↘9   | ↘8   |

## История
В 1769 году Бролина — деревня Хованского стана Волоколамского уезда Московской губернии, владение генерал-майора Александра Ивановича Неплюева с женой, а также троих детей Прокофия Соковнина. В деревне 18 дворов и 74 души.
В середине XIX века деревня относилась к 1-му стану Волоколамского уезда и принадлежала графине Софье Прокофьевне Бобринской. В деревне было 15 дворов, 43 души мужского пола и 57 душ женского.
В «Списке населённых мест» 1862 года Бралино — владельческая деревня 1-го стана Волоколамского уезда Московской губернии по левую сторону Московского тракта, шедшего от границы Зубцовского уезда на город Волоколамск, в 30 верстах от уездного города, при речке Хованке, с 16 дворами и 96 жителями (38 мужчин, 58 женщин).
По данным на 1890 год входила в состав Муриковской волости, число душ мужского пола составляло 40 человек.
В 1913 году — 18 дворов, имелись 2 кузницы, в 1 версте от деревни находился хутор Я. М. Потехина.
Постановлением президиума Моссовета от 24 марта 1924 года Муриковская волость была включена в состав Судисловской волости.
По материалам Всесоюзной переписи населения 1926 года — деревня Обуховского сельсовета, проживало 132 человека (57 мужчин, 75 женщин), насчитывалось 26 хозяйств (25 крестьянских), имелась школа.
С 1929 года — населённый пункт в составе Шаховского района Московской области.
1994—1995 гг. — деревня Черленковского сельского округа Шаховского района.
1995—2006 гг. — деревня Волочановского сельского округа Шаховского района.
2006—2015 гг. — деревня сельского поселения Степаньковское Шаховского района.
2015 г. — н. в. — деревня городского округа Шаховская Московской области.
6 марта 2017 года в деревне Бролино появилась улица Выдрино, которой фактически является соседняя деревня Выдрино, потерявшая статус населённого пункта в 1939 году в результате юридического казуса. По ситуации с «исчезнувшей» деревней ведётся проверка Следственным комитетом РФ. По ходе проверки виновные в сложившейся ситуации не выявлены. Администрация городского округа Шаховская в срочном порядке запустила процесс создания нового населенного пункта Выдрино, глава городского округа уверен, что к концу года вопрос будет уже решен.

## Инфраструктура
Личное подсобное хозяйство с зоной сельскохозяйственного использования, индивидуальная застройка усадебного типа.

## Транспорт
По данным на 2016 год в деревне останавливаются автобусы № 44 и 46, следующие до Шаховской.